# Azzouz Aïb
Pour les articles homonymes, voir Aïb.
Pas d'image ? Cliquez ici

a Compétitions nationales et continentales officielles uniquement.

b Matchs officiels uniquement.
Azzouz Aïb (en arabe : عزوز عيب), né le 14 juillet 1980 à Saint-Claude, est un joueur international algérien de rugby à XV évoluant au poste de troisième ligne, puis un dirigeant algérien de rugby à XV.
Son frère, Jilali Aïb, a également évolué en sélection algérienne.

## Biographie
Né en France, Azzouz Aïb évolue dans les équipes espoirs du CA Brive avant d'évoluer en Fédérale 1 avec le Stade olympique millavois rugby Aveyron, le Bugue Athletic Club puis le Rugby olympique de Grasse. En 2007, il rejoint la première sélection algérienne de rugby à XV.
Après la fin de sa carrière sportive, il s'investit dans le rugby algérien et travaille dans des clubs algériens en tant que éducateur et dirigeant. Il milite pour la création de la fédération algérienne de rugby (FAR) jusqu’à obtenir gain de cause en 2015. Devenu manager général de la sélection algérienne de rugby après la création de la fédération, il prend la direction l’équipe nationale en construction qui vient de participer à son premier tournoi officiel en Malaisie,.
Secrétaire général puis vice-président chargé du sponsorat de la Fédération algérienne de rugby,, Azzouz Aïb occupe également le poste de responsable du développement commercial au niveau de Rugby Afrique de septembre 2021 à avril 2022. À cette date, il est nommé directeur général de Rugby Afrique,.

## Carrière de joueur

### En club
| Saison    | Club      | Compétition | Matchs | Points | Essais |
| --------- | --------- | ----------- | ------ | ------ | ------ |
| 2006-2007 | SO Millau | Fédérale 1  | 1      | 0      | 0      |
| 2006-2007 | SO Millau | Play-down   | 7      | 0      | 0      |
| 2009-2010 | Bugue AC  | Fédérale 1  | 9      | 0      | 0      |
| 2009-2010 | Bugue AC  | Play-down   | 1      | 0      | 0      |
| 2010-2011 | RO Grasse | Fédérale 1  | 8      | 5      | 1      |

### En équipe nationale
Azzouz Aïb totalise 7 sélections pour 5 points inscrits.[réf. nécessaire]

## Palmarès
- 2007 : participation au premier match de la sélection face à la Tunisie (victoire 8-7)[10].